# ESO 510-G13
ESO 510-G13 ist eine etwa 150 Millionen Lichtjahre entfernte Spiralgalaxie im Sternbild Wasserschlange. Ihre in Kantenlage zu sehende Staubscheibe ist sehr auffällig verbogen, was darauf hindeutet, dass sie mit einer anderen Galaxie in Wechselwirkung stand. Besonders durch die in der Scheibe liegenden Dunkelwolken, die sich vor den Sternen der ausgedehnten, hellen Bulge befinden, wird diese Struktur hervorgehoben. Diese auffällige Warp genannte Verbiegung der Scheibe wurde zuerst von der Europäischen Südsternwarte in Chile festgestellt und ist recht ungewöhnlich, da diese normalerweise nicht in den sternreichen inneren galaktischen Scheibe auftritt, sondern in sternarmen aus neutralem Wasserstoff bestehenden Außenbereichen. Die genaue Ursache für die stark verbogene Scheibe von ESO 510-G13 ist nicht bekannt. Sie könnte entweder durch den Vorbeiflug einer gleich großen Galaxie entstanden oder der Überrest der Verschmelzung mit einer kleinen Galaxie sein.
In den Außenbezirken der Scheibe befinden sich in Sternentstehungsgebieten zahlreiche junge blaue Riesensterne, welche eine hohe Sternbildungsrate anzeigen. Dieser Starburst wurde möglicherweise ebenfalls durch eine Galaxienkollision angeregt, welche die Interstellare Materie komprimierte.